# Девідсвілл (Пенсільванія)
Девідсвілл (англ. Davidsville) — переписна місцевість (CDP) в США, в окрузі Сомерсет штату Пенсільванія. Населення — 1145 осіб (2020).

## Географія
Девідсвілл розташований за координатами 40°14′5″ пн. ш. 78°56′8″ зх. д. / 40.23472° пн. ш. 78.93556° зх. д. (40.234795, -78.935630).  За даними Бюро перепису населення США в 2010 році переписна місцевість мала площу 5,98 км², уся площа — суходіл.

## Демографія
Згідно з переписом 2010 року, у переписній місцевості мешкало 1130 осіб у 476 домогосподарствах у складі 367 родин. Густота населення становила 189 осіб/км².  Було 513 помешкання (86/км²).
Расовий склад населення:
| - 99,6 % — білих - 0,3 % — азіатів |

До двох чи більше рас належало 0,1 %. Частка іспаномовних становила 0,4 % від усіх жителів.
За віковим діапазоном населення розподілялося таким чином: 16,3 % — особи молодші 18 років, 59,6 % — особи у віці 18—64 років, 24,1 % — особи у віці 65 років та старші. Медіана віку мешканця становила 51,0 року. На 100 осіб жіночої статі у переписній місцевості припадало 96,9 чоловіків;  на 100 жінок у віці від 18 років та старших — 97,1 чоловіків також старших 18 років.
Середній дохід на одне домашнє господарство  становив 79 312 долари США (медіана — 51 694), а середній дохід на одну сім'ю — 88 586 доларів (медіана — 58 667). 
Цивільне працевлаштоване населення становило 529 осіб. Основні галузі зайнятості: освіта, охорона здоров'я та соціальна допомога — 44,0 %, роздрібна торгівля — 13,4 %, виробництво — 10,4 %, транспорт — 9,1 %.